# Creetown
Creetown (Creetoun in lingua scots) è una località della Scozia, situata nell'area di consiglio di Dumfries e Galloway.